# 은현면
은현면(隱縣面)은 대한민국 경기도 양주시의 면이다. 은현면은 양주시의 서북쪽에 위치하고 있으며 은현이란 명칭은 1914년 ‘묵은’과 ‘현내’의 이름을 따서 지어졌다.

## 역사
사천현이었다가 조선 1466년 세조 12년에 현내면(縣內面)이라 하여 상패·중패·하패의 3개 리를 관할하였으며, 1914년 행정구역 폐합에 따라 묵은면·석적면·이담면의 각 일부와 남면의 일부를 병합하여 묵은과 현내의 이름을 따서 은현면이라 불렀다. 그밖에 구 양주군 북면(北面) 혹은 진답면(陳畓面)의 진답리(陳畓里, 현 운람리)도 편입되었다.
- 1957년 8개리로 편성
- 1964년 12개리로 조정(상패리1,2,3리 , 용암리 1, 2리, 하패리 1 · 2리, 도하리1,2리)
- 1983년 상패리가 동두천시로 편입되어 11개리로 조정
- 1984년 운암리가 1,2리로 분리되어 12개리로 조정(용암1,2,3리, 선암1,2리, 운암1,2리, 봉암리, 하패1,2리, 도하1,2리)
- 1999년 남면 한산2리 일부가 은현면 봉암리로 편입됨

용암리는 묵은 논이 많으므로 묵은논이 또는 진답·묵은동이라 하며, 묵은(진답)면사 무소가 있으므로 일패라고도 한다. 또는 용이 승천하는 모습의 용바위가 있으므로 용바위·용암리라 하였다.

## 법정리
- 용암리(龍岩里)
- 선암리(仙岩里)
- 운암리(雲岩里)
- 봉암리(鳳岩里)
- 하패리(下牌里)
- 도하리(道下里)